# Eremitenhof
Eremitenhof (früher auch Rumpelmühle genannt) ist Gemeindeteil der kreisfreien Stadt Bayreuth im bayerischen Regierungsbezirk Oberfranken.

## Geografie
Das Dorf Eremitenhof bildet mit Geiersnest im Westen und Wunau im Süden eine geschlossene Siedlung. Diese liegt am Bühlersbach, einem linken Zufluss des Roten Mains. Die Kreisstraße BTs 6 führt nach Colmdorf (0,7 km südwestlich) bzw. nach Seulbitz (1,6 km östlich). Eine Gemeindeverbindungsstraße führt nach Mooshügel (0,3 km südlich).

## Geschichte
Eremitenhof gehörte zur Realgemeinde Aichig. Gegen Ende des 18. Jahrhunderts bestand Eremitenhof aus zwei Anwesen (1 Wirtshaus, 1 Haus). Die Hochgerichtsbarkeit stand dem bayreuthischen Stadtvogteiamt Bayreuth zu. Die Grundherrschaft über beide Anwesen hatte das Amt St. Johannis.
Von 1797 bis 1810 unterstand der Ort dem Justiz- und Kammeramt Bayreuth. Mit dem Gemeindeedikt wurde Eremitenhof dem 1812 gebildeten Steuerdistrikt Sankt Johannis zugewiesen.  Zugleich entstand die Ruralgemeinde Eremitenhof, zu der Geiersnest, Mooshügel und Wunau gehörten. Sie war in Verwaltung und Gerichtsbarkeit dem Landgericht Bayreuth zugeordnet und in der Finanzverwaltung dem Rentamt Bayreuth. Mit dem Gemeindeedikt von 1818 erfolgte die Eingemeindung nach Sankt Johannis. Am 1. April 1939 wurde Eremitenhof nach Bayreuth eingemeindet.

### Einwohnerentwicklung
| Jahr      | 001819 | 001822 | 001861 | 001871 | 001885 | 001900 | 001925 | 001950 | 001961 | 001970 | 001987 |
| Einwohner | 26 *   | 33     | 30     | 34     | 38     | 41     | 48     | 101    | 58     | 141    | †      |
| Häuser    |        | 3      |        |        | 4      | 5      | 5      | 11     | 10     |        | †      |
| Quelle    | [ 8 ]  | [ 9 ]  | [ 10 ] | [ 11 ] | [ 12 ] | [ 13 ] | [ 14 ] | [ 15 ] | [ 16 ] | [ 17 ] | [ 1 ]  |

## Religion
Eremitenhof ist evangelisch-lutherisch geprägt und nach St. Johannis gepfarrt.